# Heinz Deinert
Heinz Deinert (* 11. November 1911 in Dortmund; † 26. Oktober 1990 in Baddeckenstedt) war ein deutscher Funktionär des NS-Regimes.

## Leben
Geboren in Dortmund, besuchte Heinz Deinert nach der Volksschule das Gymnasium erst in Plettenberg, dann in Altena, um schließlich für lediglich drei Semester an der Universität Münster Jura zu studieren.
Zuvor war Deinert schon als 16-Jähriger zum 1. August 1928 in die NSDAP eingetreten (Mitgliedsnummer 96.319) sowie in die SA. 1933, im Jahr der Machtergreifung, wurde er in der Hitlerjugend Bannführer im Münsterland, im September desselben Jahres bereits Gebietsführer für die Region Ruhr-Niederrhein.
1935 heiratete Deinert im Rathaussaal von Duisburg Charlotte Riebe. „Der Oberbürgermeister der Stadt Duisburg, SS-Sturmbannführer Dillgardt, nahm die standesamtliche Trauung vor. Trauzeugen waren der Reichsjugendführer Baldur von Schirach und sein Stellvertreter Hartmann Lauterbacher.“ Die Nationalzeitung aus Essen vom 11. April 1935 erwähnte in ihrer Berichterstattung aus diesem Anlass Deinerts Tätigkeit als Bezirksführer im Nationalsozialistischen Schülerbund, sein goldenes Parteiabzeichen, seine Tätigkeit als Fahnenträger eines SA-Sturmes und als Bannführer des Bannes Münster-Land sowie seine Berufung durch Hartmann Lauterbacher als Sonderbeauftragten in seinen Stab nach Essen.
In seiner Funktion als Gebietsführer verlieh Deinert etwa 1938 dem Oberbürgermeister von Krefeld, Aloys Heuyng, die „Heimbauplakette“ anlässlich der Einweihung eines HJ-Heimes der Stadt. Im selben Jahr wurde Deinert Gebietsführer in Schlesien, Gebiet 4 (Breslau), während dort für den Bund Deutscher Mädel die Obergefreite Käthe Zakrzowski (spätere Buschhausen) eingesetzt wurde.
Im Zweiten Weltkrieg stieg Deinert zum 1. Januar 1941 zunächst zum Kreisleiter der Reichswerke Hermann Göring auf und wechselte dann im Frühjahr 1944 – als Gaubeauftrager für das Deutsche Wohnungshilfswerk und als Stellvertreter des Gauwohnungskommissars – nach Hannover. Dort wurde ihm Ende März 1945 das Amt des NSDAP-Kreisleiters übertragen.
Am 8. April 1945, einen Tag vor der Befreiung Gehrdens durch Truppen der US-Armee, wurde der französisch-jüdische Zwangsarbeiter Felix Pichet, der sich seiner Verhaftung widersetzte, von Kreisleiter Deinert gestellt und „dabei aggressiv misshandelt“. Als Deinert und ein weiterer Verfolger, der Offizier der Waffen-SS Karlheinz Scheu, eine einzusetzende Waffe bei Pichet erkannten, streckte Scheu Pichet zunächst mit einem gezielten Schuss nieder. Obwohl Pichet schon tödlich verwundet war, feuerte Deinert weitere Schüsse auf ihn ab. Diese Ereignisse werden so interpretiert, dass Deinert sich in einer Zeit, als der Zusammenbruch des Dritten Reichs bereits erkennbar war, als „diensteifriger Führer des Volkssturms berufen sah, in Gehrden für eine zweifelhafte Ordnung zu sorgen“.
Nach 1945 wurde Heinz Deinert interniert und im Oktober 1948 wegen Mordes zu einer lebenslangen Freiheitsstrafe verurteilt. Dennoch wurde Deinert schon im Januar 1952 aus der Haft entlassen. Er starb 1990 in Baddeckenstedt.